# COVID-19 в Армении
Эпидемия COVID-19 в Армении началась с выявления первого случая заболевания 1 марта 2020, у приехавшего из Ирана гражданина Армении. 16 марта правительство Армении объявило чрезвычайное положение.
Для информирования населения правительство республики организовало отдельный сайт covid19.gov.am и страницу на сайте Министерства здравоохранения.
По данным на 28 апреля 2022 года было выявлено 422 917 случаев инфицирования, 412 071 случай выздоровления, 8623 летальных исхода (еще 1684 летальных исхода по иным причинам), проведено более 3 млн тестов.
По состоянию на 30 января 2022 года в Армении было сделано 1.894.651 прививок (доз).

## Общие сведения
12 января 2020 года Всемирная организация здравоохранения (ВОЗ) подтвердила, что новый коронавирус стал причиной респираторного заболевания в группе людей в городе Ухань (провинция Хубэй, Китай), о котором ВОЗ узнала 31 декабря 2019 года.
Летальность от COVID-19 намного ниже, чем у SARS, пандемия которого произошла в 2003 году, однако заразность нового заболевания намного выше, что приводит к повышенной смертности.

## Хронология
| COVID-19 случаев в Армении () Смертей Выздоровлений Заболевших Мар Апр Май Июн Последние 15 дней                                                     | COVID-19 случаев в Армении () Смертей Выздоровлений Заболевших Мар Апр Май Июн Последние 15 дней | COVID-19 случаев в Армении () Смертей Выздоровлений Заболевших Мар Апр Май Июн Последние 15 дней | COVID-19 случаев в Армении () Смертей Выздоровлений Заболевших Мар Апр Май Июн Последние 15 дней | COVID-19 случаев в Армении () Смертей Выздоровлений Заболевших Мар Апр Май Июн Последние 15 дней |
| --- | ------------------------------------------------------------------------------------------------ | ------------------------------------------------------------------------------------------------ | ------------------------------------------------------------------------------------------------ | ------------------------------------------------------------------------------------------------ |
| Дата | Дата                                                                                             |                                                                                                  | Случаев                                                                                          | Смертей                                                                                          |
| 2020-03-01 | 2020-03-01                                                                                       |                                                                                                  | 1(н/д)                                                                                           |                                                                                                  |
| ⋮ | ⋮                                                                                                |                                                                                                  | 1(=)                                                                                             |                                                                                                  |
| 2020-03-11 | 2020-03-11                                                                                       |                                                                                                  | 4(+300%)                                                                                         |                                                                                                  |
| 2020-03-12 | 2020-03-12                                                                                       |                                                                                                  | 6(+50%)                                                                                          |                                                                                                  |
| 2020-03-13 | 2020-03-13                                                                                       |                                                                                                  | 13(+117%)                                                                                        |                                                                                                  |
| 2020-03-14 | 2020-03-14                                                                                       |                                                                                                  | 20(+54%)                                                                                         |                                                                                                  |
| 2020-03-15 | 2020-03-15                                                                                       |                                                                                                  | 28(+40%)                                                                                         |                                                                                                  |
| 2020-03-16 | 2020-03-16                                                                                       |                                                                                                  | 45(+61%)                                                                                         |                                                                                                  |
| 2020-03-17 | 2020-03-17                                                                                       |                                                                                                  | 78(+73%)                                                                                         |                                                                                                  |
| 2020-03-18 | 2020-03-18                                                                                       |                                                                                                  | 110(+41%)                                                                                        |                                                                                                  |
| 2020-03-19 | 2020-03-19                                                                                       |                                                                                                  | 136(+24%)                                                                                        |                                                                                                  |
| 2020-03-20 | 2020-03-20                                                                                       |                                                                                                  | 160(+18%)                                                                                        |                                                                                                  |
| 2020-03-21 | 2020-03-21                                                                                       |                                                                                                  | 190(+19%)                                                                                        |                                                                                                  |
| 2020-03-22 | 2020-03-22                                                                                       |                                                                                                  | 194(+2%)                                                                                         |                                                                                                  |
| 2020-03-23 | 2020-03-23                                                                                       |                                                                                                  | 235(+21%)                                                                                        |                                                                                                  |
| 2020-03-24 | 2020-03-24                                                                                       |                                                                                                  | 265(+13%)                                                                                        |                                                                                                  |
| 2020-03-25 | 2020-03-25                                                                                       |                                                                                                  | 290(+9%)                                                                                         |                                                                                                  |
| 2020-03-26 | 2020-03-26                                                                                       |                                                                                                  | 329(+13%)                                                                                        | 1(н/д)                                                                                           |
| 2020-03-27 | 2020-03-27                                                                                       |                                                                                                  | 372(+13%)                                                                                        | 1(=)                                                                                             |
| 2020-03-28 | 2020-03-28                                                                                       |                                                                                                  | 424(+14%)                                                                                        | 3(+200%)                                                                                         |
| 2020-03-29 | 2020-03-29                                                                                       |                                                                                                  | 482(+14%)                                                                                        | 3(=)                                                                                             |
| 2020-03-30 | 2020-03-30                                                                                       |                                                                                                  | 532(+10%)                                                                                        | 3(=)                                                                                             |
| 2020-03-31 | 2020-03-31                                                                                       |                                                                                                  | 571(+7%)                                                                                         | 3(=)                                                                                             |
| 2020-04-01 | 2020-04-01                                                                                       |                                                                                                  | 663(+16%)                                                                                        | 4(+33%)                                                                                          |
| 2020-04-02 | 2020-04-02                                                                                       |                                                                                                  | 736(+11%)                                                                                        | 7(+75%)                                                                                          |
| 2020-04-03 | 2020-04-03                                                                                       |                                                                                                  | 770(+5%)                                                                                         | 7(=)                                                                                             |
| 2020-04-04 | 2020-04-04                                                                                       |                                                                                                  | 822(+7%)                                                                                         | 7(=)                                                                                             |
| 2020-04-05 | 2020-04-05                                                                                       |                                                                                                  | 833(+1%)                                                                                         | 8(+14%)                                                                                          |
| 2020-04-06 | 2020-04-06                                                                                       |                                                                                                  | 853(+2%)                                                                                         | 8(=)                                                                                             |
| 2020-04-07 | 2020-04-07                                                                                       |                                                                                                  | 881(+3%)                                                                                         | 9(+13%)                                                                                          |
| 2020-04-08 | 2020-04-08                                                                                       |                                                                                                  | 921(+5%)                                                                                         | 10(+11%)                                                                                         |
| 2020-04-09 | 2020-04-09                                                                                       |                                                                                                  | 937(+2%)                                                                                         | 11(+10%)                                                                                         |
| 2020-04-10 | 2020-04-10                                                                                       |                                                                                                  | 967(+3%)                                                                                         | 13(+18%)                                                                                         |
| 2020-04-11 | 2020-04-11                                                                                       |                                                                                                  | 1,013(+5%)                                                                                       | 13(=)                                                                                            |
| 2020-04-12 | 2020-04-12                                                                                       |                                                                                                  | 1,039(+3%)                                                                                       | 14(+8%)                                                                                          |
| 2020-04-13 | 2020-04-13                                                                                       |                                                                                                  | 1,067(+3%)                                                                                       | 16(+15%)                                                                                         |
| 2020-04-14 | 2020-04-14                                                                                       |                                                                                                  | 1,111(+4%)                                                                                       | 17(+6%)                                                                                          |
| 2020-04-15 | 2020-04-15                                                                                       |                                                                                                  | 1,159(+4%)                                                                                       | 18(+6%)                                                                                          |
| 2020-04-16 | 2020-04-16                                                                                       |                                                                                                  | 1,201(+4%)                                                                                       | 19(+6%)                                                                                          |
| 2020-04-17 | 2020-04-17                                                                                       |                                                                                                  | 1,248(+4%)                                                                                       | 20(+5%)                                                                                          |
| 2020-04-18 | 2020-04-18                                                                                       |                                                                                                  | 1,291(+3%)                                                                                       | 20(=)                                                                                            |
| 2020-04-19 | 2020-04-19                                                                                       |                                                                                                  | 1,339(+4%)                                                                                       | 22(+10%)                                                                                         |
| 2020-04-20 | 2020-04-20                                                                                       |                                                                                                  | 1,401(+5%)                                                                                       | 24(+9%)                                                                                          |
| 2020-04-21 | 2020-04-21                                                                                       |                                                                                                  | 1,473(+5%)                                                                                       | 24(=)                                                                                            |
| 2020-04-22 | 2020-04-22                                                                                       |                                                                                                  | 1,523(+3%)                                                                                       | 24(=)                                                                                            |
| 2020-04-23 | 2020-04-23                                                                                       |                                                                                                  | 1,596(+5%)                                                                                       | 27(+13%)                                                                                         |
| 2020-04-24 | 2020-04-24                                                                                       |                                                                                                  | 1,677(+5%)                                                                                       | 28(+4%)                                                                                          |
| 2020-04-25 | 2020-04-25                                                                                       |                                                                                                  | 1,746(+4%)                                                                                       | 28(=)                                                                                            |
| 2020-04-26 | 2020-04-26                                                                                       |                                                                                                  | 1,808(+4%)                                                                                       | 29(+4%)                                                                                          |
| 2020-04-27 | 2020-04-27                                                                                       |                                                                                                  | 1,867(+3%)                                                                                       | 30(+3%)                                                                                          |
| 2020-04-28 | 2020-04-28                                                                                       |                                                                                                  | 1,932(+3%)                                                                                       | 30(=)                                                                                            |
| 2020-04-29 | 2020-04-29                                                                                       |                                                                                                  | 2,066(+7%)                                                                                       | 32(+7%)                                                                                          |
| 2020-04-30 | 2020-04-30                                                                                       |                                                                                                  | 2,148(+4%)                                                                                       | 33(+3%)                                                                                          |
| 2020-05-01 | 2020-05-01                                                                                       |                                                                                                  | 2273(+5,8%)                                                                                      | 33(=)                                                                                            |
| 2020-05-02 | 2020-05-02                                                                                       |                                                                                                  | 2386(+5%)                                                                                        | 35(+6,1%)                                                                                        |
| 2020-05-03 | 2020-05-03                                                                                       |                                                                                                  | 2507(+5,1%)                                                                                      | 39(+11%)                                                                                         |
| 2020-05-04 | 2020-05-04                                                                                       |                                                                                                  | 2619(+4,5%)                                                                                      | 40(+2,6%)                                                                                        |
| 2020-05-05 | 2020-05-05                                                                                       |                                                                                                  | 2782(+6,2%)                                                                                      | 40(=)                                                                                            |
| 2020-05-06 | 2020-05-06                                                                                       |                                                                                                  | 2884(+3,7%)                                                                                      | 42(+5%)                                                                                          |
| 2020-05-07 | 2020-05-07                                                                                       |                                                                                                  | 3029(+5%)                                                                                        | 43(+2,4%)                                                                                        |
| 2020-05-08 | 2020-05-08                                                                                       |                                                                                                  | 3175(+4,8%)                                                                                      | 44(+2,3%)                                                                                        |
| 2020-05-09 | 2020-05-09                                                                                       |                                                                                                  | 3313(+4,3%)                                                                                      | 45(+2,3%)                                                                                        |
| 2020-05-10 | 2020-05-10                                                                                       |                                                                                                  | 3392(+2,4%)                                                                                      | 46(+2,2%)                                                                                        |
| 2020-05-11 | 2020-05-11                                                                                       |                                                                                                  | 3538(+4,3%)                                                                                      | 47(+2,2%)                                                                                        |
| 2020-05-12 | 2020-05-12                                                                                       |                                                                                                  | 3718(+5,1%)                                                                                      | 48(+2,1%)                                                                                        |
| 2020-05-13 | 2020-05-13                                                                                       |                                                                                                  | 3860(+3,8%)                                                                                      | 49(+2,1%)                                                                                        |
| 2020-05-14 | 2020-05-14                                                                                       |                                                                                                  | 4044(+4,8%)                                                                                      | 52(+6,1%)                                                                                        |
| 2020-05-15 | 2020-05-15                                                                                       |                                                                                                  | 4283(+5,9%)                                                                                      | 52(=)                                                                                            |
| 2020-05-16 | 2020-05-16                                                                                       |                                                                                                  | 4427(+3,4%)                                                                                      | 60(+15%)                                                                                         |
| 2020-05-17 | 2020-05-17                                                                                       |                                                                                                  | 4823(+8,9%)                                                                                      | 52(−13%)                                                                                         |
| 2020-05-18 | 2020-05-18                                                                                       |                                                                                                  | 5041(+4,5%)                                                                                      | 64(+23%)                                                                                         |
| 2020-05-19 | 2020-05-19                                                                                       |                                                                                                  | 5271(+4,6%)                                                                                      | 67(+4,7%)                                                                                        |
| 2020-05-20 | 2020-05-20                                                                                       |                                                                                                  | 5606(+6,4%)                                                                                      | 70(+4,5%)                                                                                        |
| 2020-05-21 | 2020-05-21                                                                                       |                                                                                                  | 5928(+5,7%)                                                                                      | 74(+5,7%)                                                                                        |
| 2020-05-22 | 2020-05-22                                                                                       |                                                                                                  | 6302(+6,3%)                                                                                      | 77(+4,1%)                                                                                        |
| 2020-05-23 | 2020-05-23                                                                                       |                                                                                                  | 6661(+5,7%)                                                                                      | 81(+5,2%)                                                                                        |
| 2020-05-24 | 2020-05-24                                                                                       |                                                                                                  | 7113(+6,8%)                                                                                      | 87(+7,4%)                                                                                        |
| 2020-05-25 | 2020-05-25                                                                                       |                                                                                                  | 7402(+4,1%)                                                                                      | 91(+4,6%)                                                                                        |
| 2020-05-26 | 2020-05-26                                                                                       |                                                                                                  | 7774(+5%)                                                                                        | 98(+7,7%)                                                                                        |
| 2020-05-27 | 2020-05-27                                                                                       |                                                                                                  | 8216(+5,7%)                                                                                      | 113(+15%)                                                                                        |
| 2020-05-28 | 2020-05-28                                                                                       |                                                                                                  | 8676(+5,6%)                                                                                      | 120(+6,2%)                                                                                       |
| 2020-05-29 | 2020-05-29                                                                                       |                                                                                                  | 8927(+2,9%)                                                                                      | 127(+5,8%)                                                                                       |
| 2020-05-30 | 2020-05-30                                                                                       |                                                                                                  | 9282(+4%)                                                                                        | 131(+3,1%)                                                                                       |
| 2020-05-31 | 2020-05-31                                                                                       |                                                                                                  | 9492(+2,3%)                                                                                      | 139(+6,1%)                                                                                       |
| 2020-06-01 | 2020-06-01                                                                                       |                                                                                                  | 10 009(+5,4%)                                                                                    | 158(+14%)                                                                                        |
| 2020-06-02 | 2020-06-02                                                                                       |                                                                                                  | 10 524(+5,1%)                                                                                    | 170(+7,6%)                                                                                       |
| 2020-06-03 | 2020-06-03                                                                                       |                                                                                                  | 11 221(+6,6%)                                                                                    | 176(+3,5%)                                                                                       |
| 2020-06-04 | 2020-06-04                                                                                       |                                                                                                  | 11 817(+5,3%)                                                                                    | 183(+4%)                                                                                         |
| 2020-06-05 | 2020-06-05                                                                                       |                                                                                                  | 12 634(+6,9%)                                                                                    | 190(+3,8%)                                                                                       |
| 2020-06-06 | 2020-06-06                                                                                       |                                                                                                  | 13 130(+3,9%)                                                                                    | 200(+5,3%)                                                                                       |
| 2020-06-07 | 2020-06-07                                                                                       |                                                                                                  | 13 325(+1,5%)                                                                                    | 211(+5,5%)                                                                                       |
| 2020-06-08 | 2020-06-08                                                                                       |                                                                                                  | 13 675(+2,6%)                                                                                    | 217(+2,8%)                                                                                       |
| 2020-06-09 | 2020-06-09                                                                                       |                                                                                                  | 14 103(+3,1%)                                                                                    | 227(+4,6%)                                                                                       |
| Источник: Национальный центр по контролю и профилактике заболеваний предоставляет обновленные данные предыдущего дня ежедневно в 11:00 утра на сайте |                                                                                                  |                                                                                                  |                                                                                                  |                                                                                                  |

### Январь 2020 года
30 января по решению премьер-министра Никола Пашиняна создана межведомственная комиссия по координации работ по профилактике распространения коронавируса во главе с вице-премьером Тиграном Авиняном.
31 января во время первого заседания была обсуждена целесообразность временной отмены свободного визового режима с Китаем.

### Февраль 2020 года
23 февраля Армения закрыла сухопутное сообщение с Ираном.
С 25 февраля во всех военных частях Вооруженных сил Армении запрещены посещения родителей военнослужащих, отменены все отпуска срочных военнослужащих

### Март 2020 года
1 марта был выявлен первый случай заболевания коронавирусом у приехавшего из Ирана гражданина Армении. Он и контактировавшие с ними люди были изолированы. Все учебные учреждения были закрыты.
7 марта правительство ввело визовый режим для граждан Ирана, желающих приехать в Армению.
11 марта Никол Пашинян сообщил, что зафиксировано три новых случая коронавируса: двое зараженных — граждане Армении, один — гражданин Италии.
14 марта министр здравоохранения Арсен Торосян сообщил о двух новых подтвержденных случаях коронавируса в Вагаршапате (Эчмиадзин). Зараженные лица, которые имели отношение к данному случаю, были изолированы.
16 марта правительство Армении объявило чрезвычайное положение до 14 апреля для предотвращения распространения коронавируса. Руководителем комендатуры согласно ЧС назначен вице-премьер Тигран Авинян. Чрезвычайные меры включают в себя закрытие всех учебных заведений, закрытие границ с Грузией и Ираном, запрет собраний более 20 человек и перенос конституционного референдума 2020 года.
17 марта введен запрет на въезд иностранных граждан из Китая, Ирана, Южной Кореи, Японии, Италии, Испании, Франции, Германии, Швейцарии, Дании, Австрии, Бельгии, Норвегии, Швеции, Нидерландов и Соединённого Королевства.
18 марта ограничены сухопутные и воздушные коммуникации между Арменией и Россией до 24 марта, включительно.
По данным на 22 марта проведено 1246 тестов, 157 случаев из подтверждённых 190 случаев заражения коронавирусом связаны с двумя первичными случаями. У 14 пациентов — воспаление легких. Шестеро нуждаются в интенсивной терапии и находятся под контролем в реанимации.
23 марта расширен список стран, гражданам которых запрещён въезд в Армению. Список включает страны (представлены в алфавитном порядке на армянском языке):
1. Соединённые Штаты Америки
2. Союз Австралии
3. Государства-члены Европейского союза (Австрия, Бельгия, Болгария, Германия, Дания, Эстония, Ирландия, Испания, Италия, Латвия, Польша, Литва, Люксембург, Хорватия, Кипр, Греция, Венгрия, Мальта, Нидерланды, Швеция, Чехия, Португалия, Румыния, Словакия, Словения, Финляндия, Франция)
4. Турецкая Республика
5. Государство Израиль
6. Исламская Республика Иран
7. Канада
8. Республика Корея
9. Япония
10. Соединенное Королевство Великобритании и Северной Ирландии
11. Королевство Норвегия
12. Швейцарская Конфедерация
13. Китайская Народная Республика
14. Российская Федерация
15. Грузия.

С 22 по 23 марта было приостановлено проведение тестов на новый коронавирус.
23 марта парламентом принят пакет законов о привлечении к ответственности за нарушение карантинного режима.
24 марта заявлено об ужесточении карантинных мер — прекращении строительных работ, деятельности кафе, лёгкой промышленности. Министерство здравоохранения стремится обеспечить наличие 500—600 новых койко-мест, предназначенных для лечения больных именно коронавирусом. По данным на 24 марта случаи коронавируса выявлены в Ереване, Армавирской, Араратской, Арагацотнской, Котайкской, Сюникской, Ширакской и Лориской областях.
С 25 марта прекращается деятельность всех предприятий за исключением разрешающего списка и работающих удалённо. Выход из места проживания разрешается только по неотложным делам, для этого необходимо заполнить и иметь при себе анкету с указанием цели и периода выхода, а также документ удостоверяющий личность. Полиции поручено информировать население и применять санкции в случае нарушений.
26 марта был зарегистрирован первый случай смерти от COVID-19. Жертвой новой коронавирусной инфекции была 72-летняя женщина, которая имела сопутствующие хронические заболевания.
С 31 марта в стране приостановлена работа общественного транспорта, а также Ереванского метрополитена.

### Апрель 2020 года
С 2 апреля медицинский центр имени Святого Григория Просветителя в Ереване будет принимать отныне только пациентов, зараженных коронавирусной инфекцией.
7 апреля первый случай заболевания COVID-19 был зарегистрирован в непризнанной НКР. Житель вернулся из Армении в село Мирик (в 39 км от Лачына и 89 км от Степанакерта (Ханкенди)) и был доставлен на машине скорой помощи в медицинский центр Кашатага утром 2 апреля. Все 17 человек, которые контактировали с этим человеком, не имели симптомов болезни и заранее были самоизолированы по соображениям безопасности.
К 21 апреля для носителей вируса выделено 1700 койко-мест, есть также 300—400 мест в гостиницах. Если количество больных превысит 2100 человек, то люди будут лечиться в домашних условиях.

### Май 2020 года

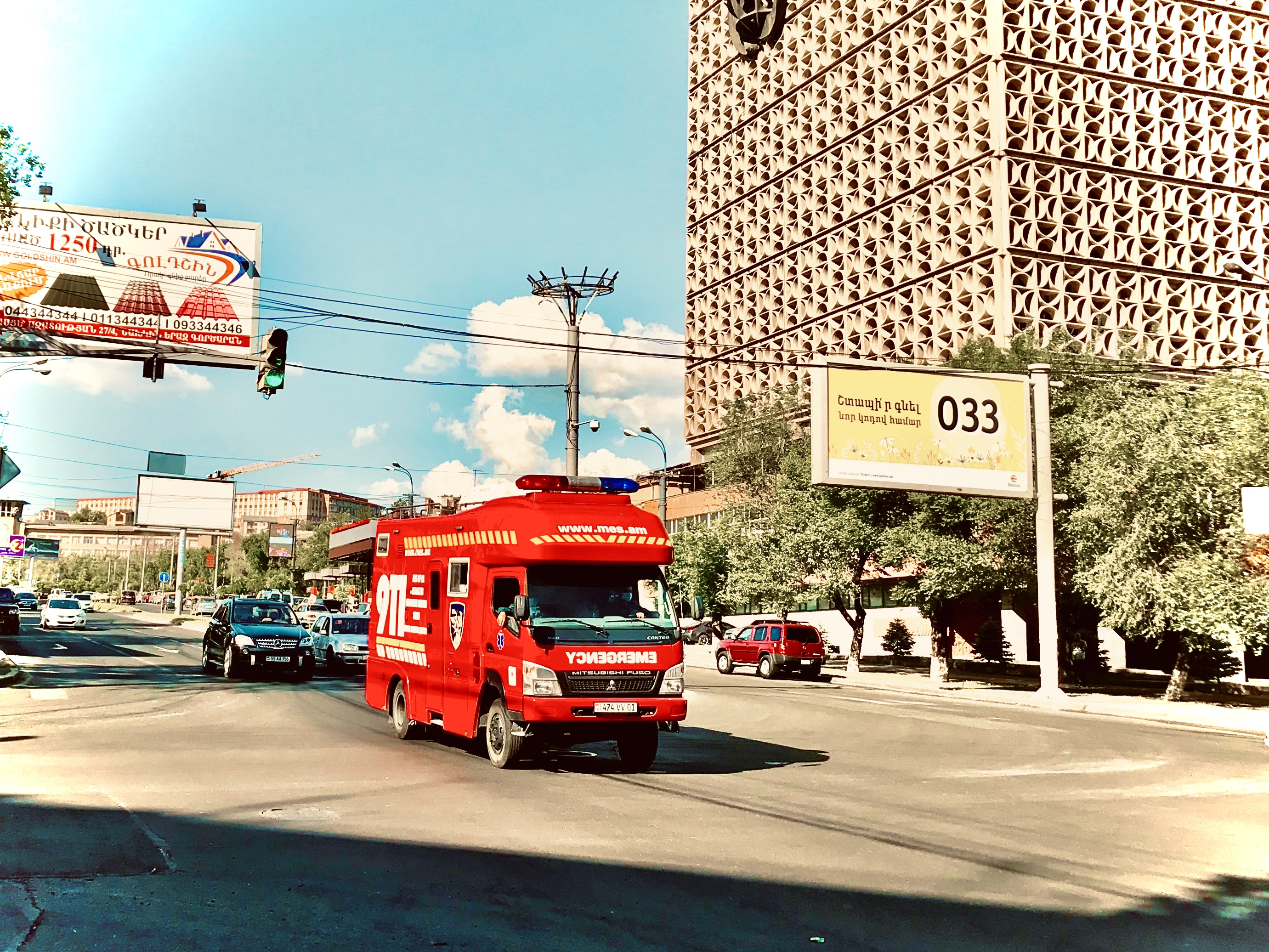
Машина «911», передающая по громкоговорителям на улицах Еревана сообщения с призывом соблюдать режим самоизоляции. 8 июня 2020 года

4 мая были сняты ограничения на свободное передвижение граждан, также частично возобновили работу промышленность, сфера услуг, торговля и общепит.
14 мая Правительство Армении решило продлить режим чрезвычайного положения в стране до 13 июня.
С 22 мая из мест изоляции домой отпускаются бессимптомные пациенты с подтвержденным заражением коронавирусной инфекцией.

### Июнь 2020 года
1 июня стало известно, что среди зараженных семья премьер-министра Армении Никола Пашиняна.
В тот же день вице-спикер Армении Тигран Авинян выступил с заявлением о том, что первые тесты на коронавирус армянского производства уже готовы.
2 июня количество зарегистрированных случаев заражения новой коронавирусной инфекцией превысило 10 тысяч.
В тот же день в социальных сетях появились данные о погибших от новой коронавирусной инфекции. Согласно таким данным, жертвами COVID-19 больше всего стали жители Еревана, Котайской области, Араратской области, Армавирской области и Гегаркуникской области.
3 июня был зарегистрирован первый случай синдрома Кавасаки у четырехлетнего ребенка, зараженного коронавирусной инфекцией.
6 июня премьер-министр Армении Никол Пашинян в ходе онлайн-трансляции брифинга в правительстве заявил о критической ситуации в стране. Он призвал всех граждан строго соблюдать антипандемические меры, заявляя, что возвращения к строгому режиму карантина не будет.

«Мы достигли критической отметки и шагаем по аду. В Армении сейчас есть около 200 больных, которые ждут очереди на госпитализацию. Система здравоохранения перегружена и не успевает госпитализировать больных. Есть случай, когда из-за запоздалого оказания медпомощи умер человек. Два случая смерти зарегистрированы, когда пациент был в общем отделении, поскольку в реанимационном отделении не было мест»
— Никол Пашинян, премьер-министр Республики Армения
7 июня Пашинян представил данные анализа, согласно которому в стране уже свыше 100 тысяч носителей коронавируса, подавляющая часть которых имеет бессимптомное течение.
10 июня был выявлен второй случай синдрома Кавасаки у ребенка, у которого до этого был подтвержден коронавирус.
По состоянию на 12 июня число выявленных случаев заражения коронавирусной инфекцией в стране превысило 15 тысяч.
12 июня на внеочередном заседании Правительства Армении было принято решение продлить режим чрезвычайного положения в стране еще на один месяц — до 17:00 часов (по местному времени) 13 июля 2020 года. В решении правительства было сказано, что чрезвычайная ситуация, возникшая вследствие эпидемии коронавирусной болезни в Республике Армения, продолжает угрожать жизни и здоровью населения и может привести к нарушению нормальных условий жизнедеятельности людей.
13 июня премьер-министр Армении Никол Пашинян сообщил, что количество новых выявленных случаев заражения коронавирусной инфекцией за день было рекордным и достигло 723.
В тот же день министр здравоохранения Арсен Торосян сообщил о проведении первых исследований на антитела к COVID-19 совместно с Американским университетом Армении.
15 июня пресс-секретарь министра здравоохранения Алина Никогосян сообщила, что порядка 600 инфицированных коронавирусом пациентов находятся в тяжелом и крайне тяжелом состоянии.
21 июня число подтвержденных случаев заражения коронавирусной инфекцией в стране превысило 20 тысяч.
По состоянию на 24 июня общее число летальных случаев перевалило за 500 (включая случаи, когда смерть наступила вследствие иных причин).
25 июня в стране был зарегистрирован новый антирекорд по числу заражений коронавирусной инфекцией — 771 случай.

### Июль 2020 года
Пресс-секретарь министра здравоохранения Алина Никогосян сообщила, что по состоянию на 2 июля в борьбе с коронавирусом в Армении задействованы 20 медицинских центров. В их числе есть как государственные, так и частные медцентры.
9 июля число подтвержденных случаев заражения достигло 30 тысяч.
13 июля в связи с эпидемией Правительство Армении приняло решение продлить режим чрезвычайного положения в стране в четвертый раз — до 12 августа 2020 года. По словам министра здравоохранения Арсена Торосяна, режим ЧП необходимо продлить, так как «число тяжелобольных пациентов остается высоким, в тяжелом и крайне тяжелом состоянии находятся 650 пациентов, из которых 43 подключены к ИВЛ».

### Август 2020
12 августа Правительство Армении приняло решение вновь продлить режим чрезвычайного положения в стране до 11-го сентября 2020 года.

## Ограничительные меры

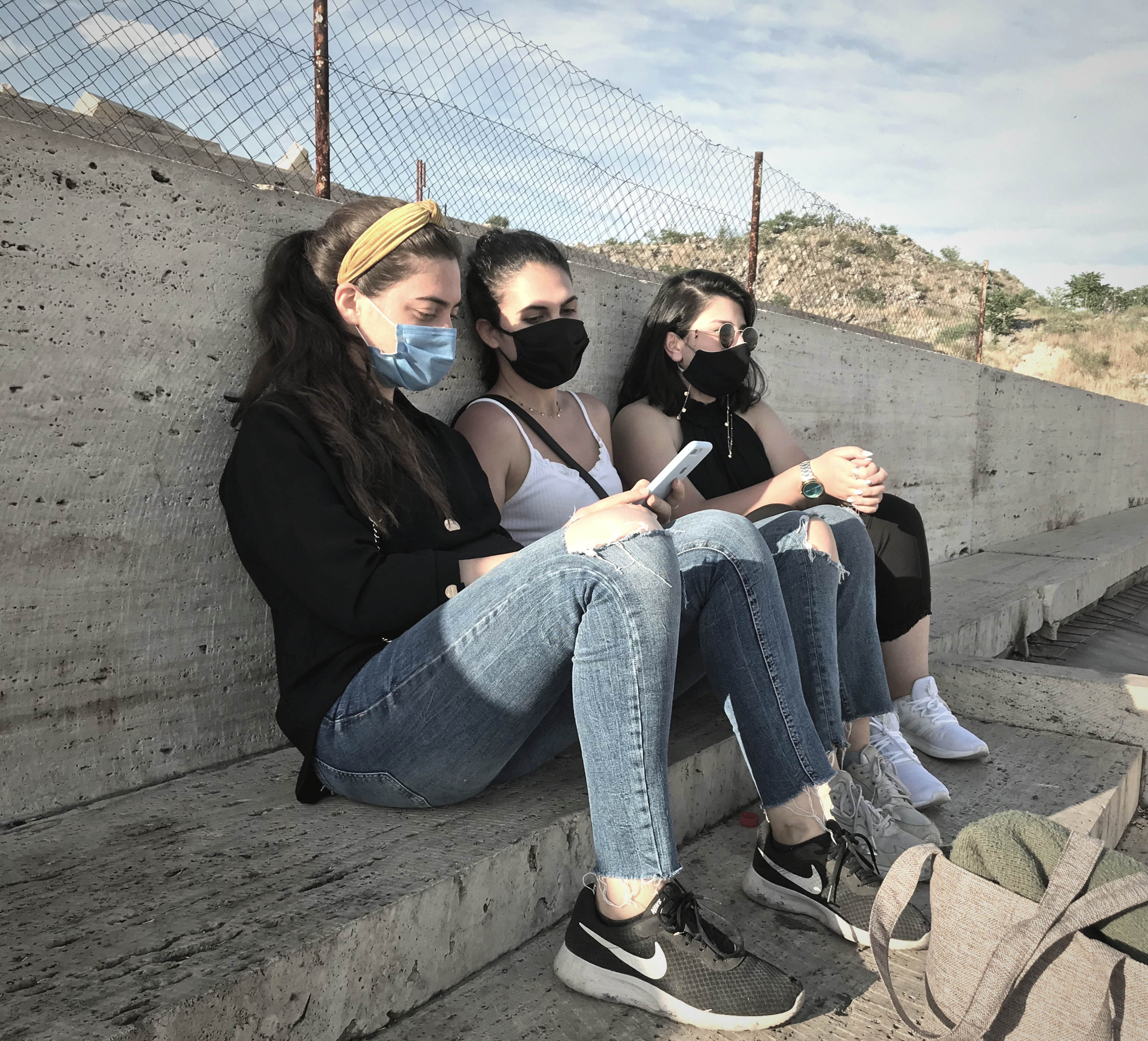
Граждане в защитных масках во время пандемии COVID-19 в Ереване. 13 июня 2020

### Чрезвычайное положение
Режим чрезвычайного положения был введён по всей территории Армении:
- 16 марта 2020 года в 18:30 (по местному времени)

В рамках чрезвычайного положения устанавливается особый порядок въезда граждан на всех пограничных пунктах. В частности, всем гражданам Армении и членам их семей, а также лицам, имеющим право на проживание, разрешается въезжать в страну. Однако запрещается въезд иностранцев из неблагополучных с точки зрения коронавируса государств, за некоторыми исключениями, в частности, ограничения не распространяются на дипломатов. Выезд граждан Армении за пределы страны сухопутным путем будет запрещен. Запрет не будет распространен на лиц, занимающихся грузоперевозками.
12 августа в очередной раз, до 11 сентября продлено чрезвычайное положение. При этом отменен запрет на въезд иностранных граждан воздушным путем, но исключена возможность получения въездной визы для иностранных граждан на пограничных пропускных пунктах. Было заявлено, что это предположительно последнее продление режима ЧП.

### Обязательное ношение защитных масок
С 4 июня 2020 года введено требование об обязательном повсеместном ношении масок.

### Обязательное ношение перчаток
С 18 мая 2020 года в республике заработал общественный транспорт, пассажиры обязательно должны быть в масках и перчатках.

## Диагностика

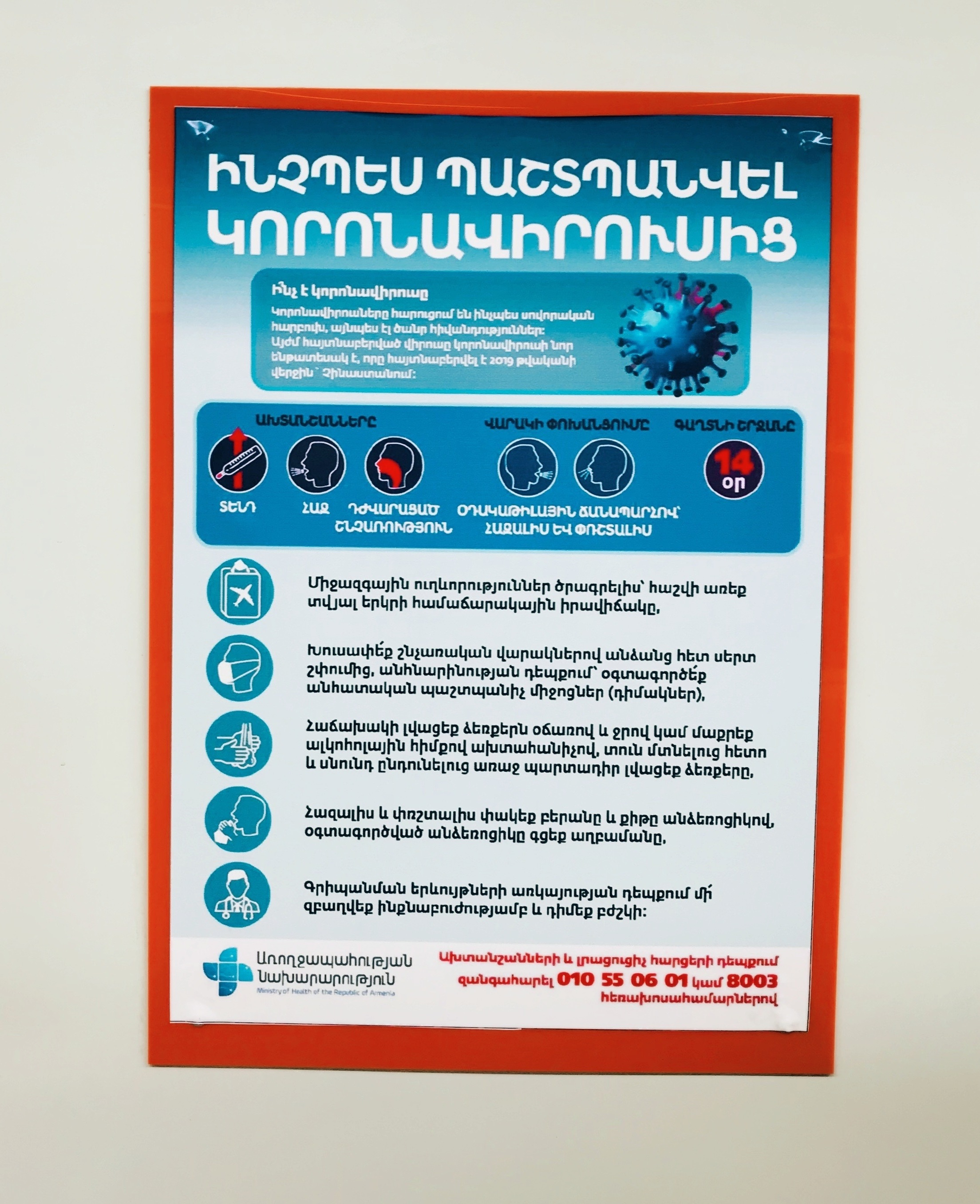
Указания по защите от коронавируса в Ереванском метрополитене. 24 августа 2020 г.

### Разработка и производство тестовых систем
1 июня 2020 года вице-премьер Армении, комендант режима чрезвычайного положения Тигран Авинян заявил, что тесты на коронавирус армянского производства уже готовы.
На следующий же день первая партия тестов была передана Национальному центру по контролю и профилактике заболеваний.

### Сдача анализа на COVID-19
С 4 мая 2020 года пробы на коронавирус берутся на дому у людей с симптомами пневмонии, острой респираторной инфекции, у беременных, а также лиц предпризывного и призывного возрастов.

#### Приложение COVID-19 Armenia
В апреле 2020 года армянские программисты разработали мобильное приложение COVID-19 Armenia, с помощью которого проводится медицинское тестирование на предмет заражения коронавирусом. Тестирование занимает около семи-восьми минут и состоит из 13 вопросов, связанных с текущим состоянием здоровья пользователя. В результате ответа на ряд вопросов система оценивает здоровье пользователя и, при необходимости, консультирует его. Кроме того, эпидемиологи связываются с пользователями зоны риска и проводят собеседование, чтобы определить, нуждается ли человек в дальнейшей медицинской помощи. В приложении можно также заполнить и сохранить электронную версию необходимого листа передвижения.

## Международная помощь
В связи с критической ситуацией в Армении из-за распространения новой коронавирусной инфекции многие страны и организации выявили желание помочь Армении в борьбе с пандемией, отправив гуманитарную, медицинскую, финансовую и другие виды помощи стране.

### Всемирная организация здравоохранения (ВОЗ)
21 мая 2020 года министр здравоохранения Армении заявил, что Армения получила 2000 PCR тестов от Всемирной организации здравоохранения (ВОЗ).
1 июля 2020 года в Армению было доставлено 10 000 тестов на коронавирус от Всемирной организации здравоохранения, приобретенные при финансовой поддержке Европейского Союза.

### Болгария
3 июня 2020 года Болгария предоставила Армении гуманитарную помощь для борьбы с коронавирусом нового типа. Во время официальной встречи посол Болгарии в Армении Мария Павлова Цоцоркова-Каймактчиева передала 40 коробок с медицинскими средствами, в которых в основном были защитные маски, костюмы и очки.

### Германия
Международный поисковый и спасательный центр Германии (ISAR) направил в Армению группу врачей в борьбе с эпидемией коронавируса.

### Грузия

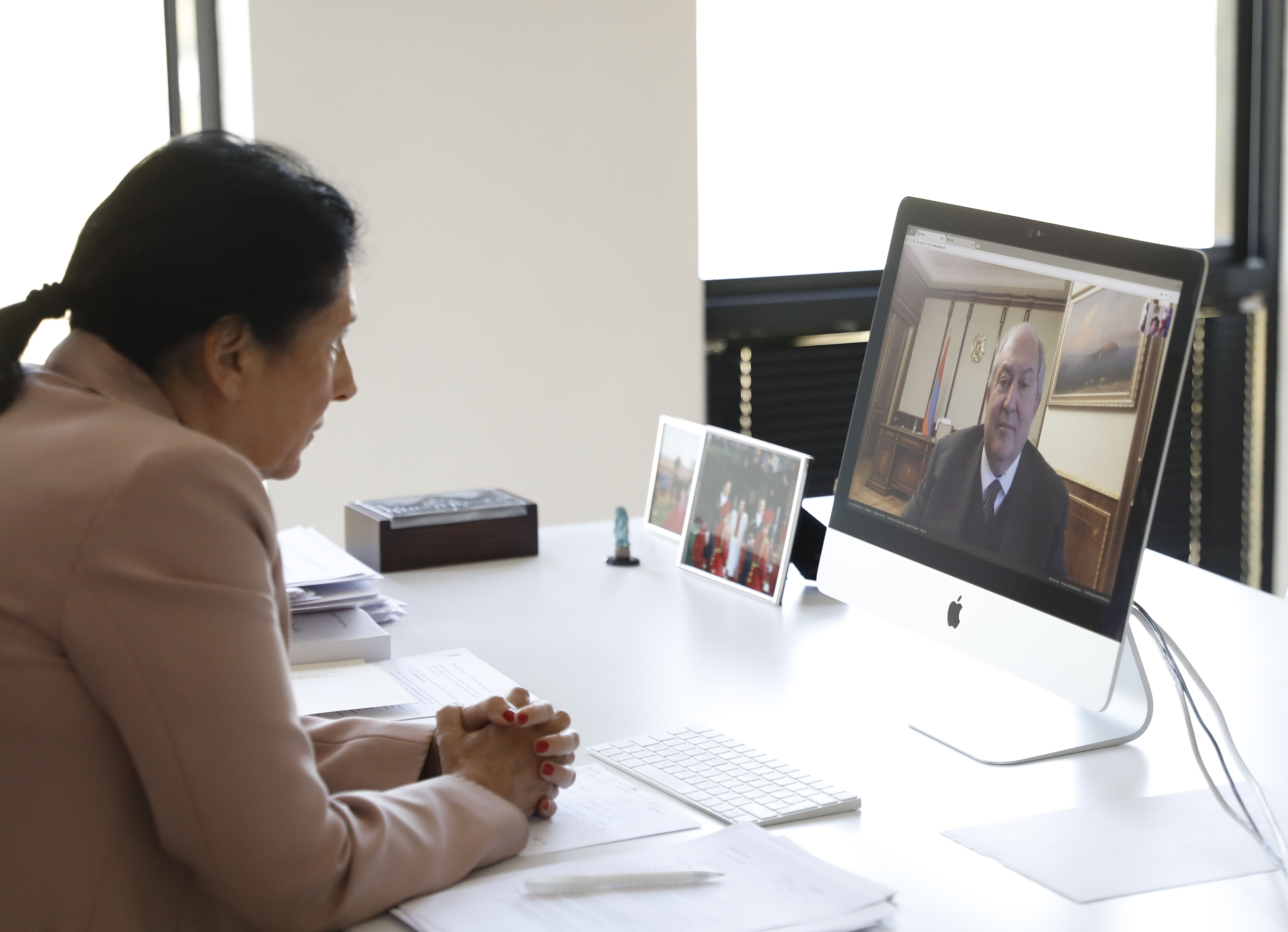
Саломе Зурабишвили обсуждает пандемию COVID-19 с Арменом Саркисяном по видеосвязи

30 мая 2020 года Грузия «в знак многолетней дружбы и сотрудничества» отправила в Армению 4 тысячи медицинских масок местного производства.

### Европейский Союз
15 апреля стало известно, что Европейский Союз предоставит Армении помощь в размере 92 млн евро для борьбы с новой пандемией коронавируса (COVID-19) и преодоления экономического кризиса.
Для преодоления серьезных социально-экономических последствий во время пандемии Европейский Союз предоставил фермерам 30 мотоблоков. В общей сложности, на поддержку сельскохозяйственного сектора в Армении ЕС выделил 456 тыс. евро.

### Индия
21 апреля 2020 года Индия направила в Армению медицинскую помощь.

### Италия
27 июня 2020 года для помощи в борьбе с распространением коронавируса в Армении из Италии прибыла группа врачей, которые привезли с собой также медицинские принадлежности.

### Китай
6 марта 2020 года посол Китайской Народной республики в Армении Тянь Эрлун заявил, что Китай направит в Армению 1000 наборов для диагностики нового коронавируса.
9 апреля 2020 года в Армению из Китая направили большую партию медикаментов. Поставки были приобретены за государственные средства Армении или были пожертвованы китайскими властями, а также армянскими и китайскими благотворителями.
На коробках была надпись: «Пусть наша дружба будет выше, чем гора Арарат, и длиннее, чем река Янцзы», что вызвало возмущение официальной Анкары.
23 апреля 2020 года китайская компания Hebei Youjie Weishi technology Co., Ltd. передала Армении 200 коробок — 2,5 тонны инновационных дезинфицирующих средств.
16 мая 2020 года стало известно, что китайский город Сиань отправил в Армению в качестве гуманитарной помощи партию медицинских принадлежностей, на посылках которых было написано «Друг познается в беде».
21 мая 2020 года министр здравоохранения Армении заявил, что Китай передал Армении 20 тысяч долларов.

### Литва

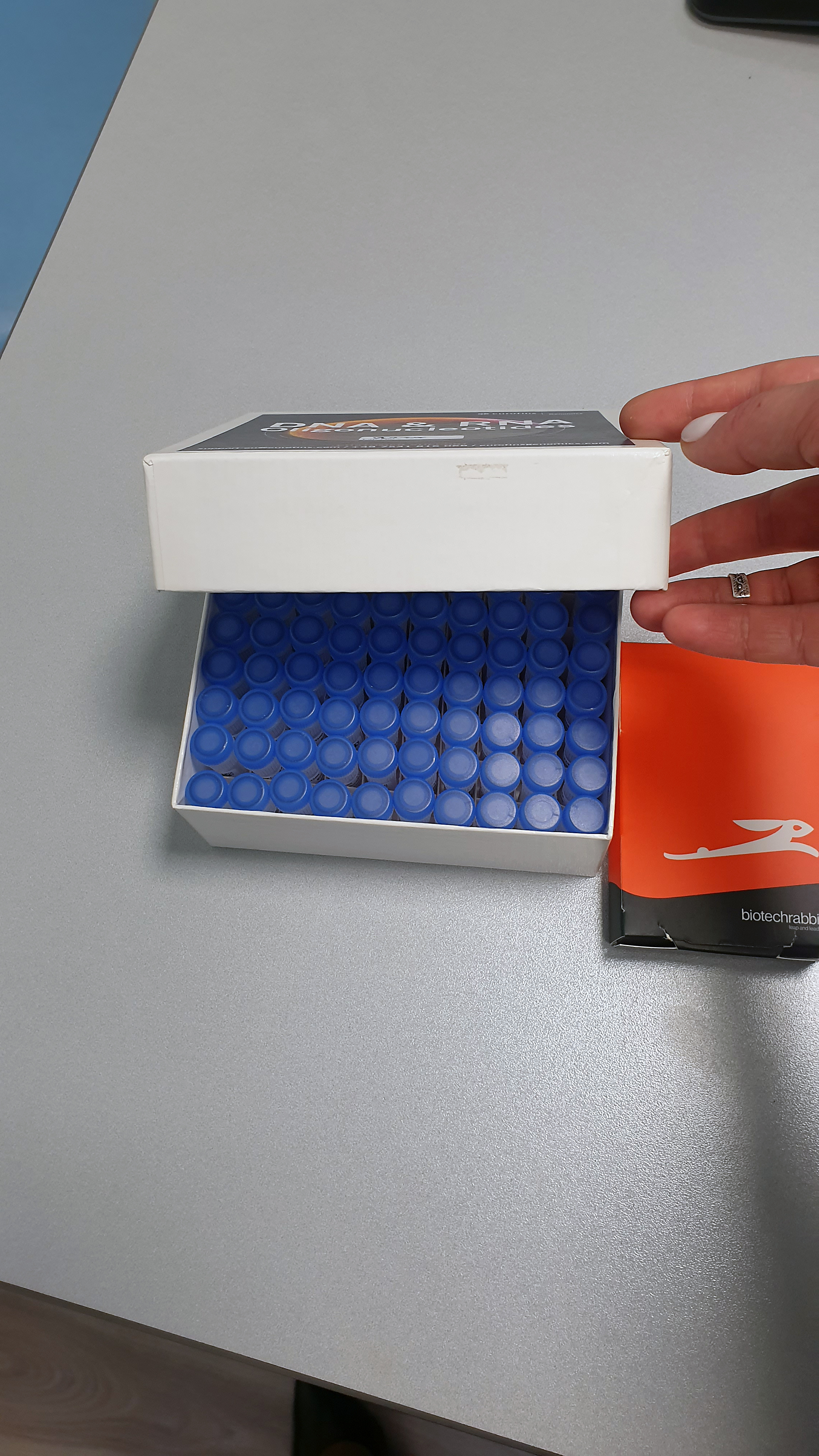
Оборудования для диагностирования COVID-19, полученные от международной организации МАГАТЭ

14 мая 2020 года Литва отправила гуманитарные грузы для борьбы с COVID-19 в Армению и другие страны.

### Нидерланды
Правительство Нидерландов приняло решение предоставить 200 тысяч евро Армении в целях борьбы с пандемией коронавируса.

### Объединенные Арабские Эмираты
27 апреля 2020 года по сообщению посольства ОАЭ в Армении, Объединенные Арабские Эмираты направили в Армению самолет помощи с 7 метрическими тоннами медикаментов для борьбы с распространением нового коронавируса (COVID-19).
21 мая 2020 года Объединенные Арабские Эмираты предоставили более 13 тонн продовольствия в качестве гуманитарной помощи Армении. В рамках проекта были предоставлены пакеты с 70 пищевыми продуктами (всего 1,3 тонны продуктов питания) нуждающимся семьям в Ширакской области Армении.

### Польша
19 июня 2020 года Польша отправила медицинские принадлежности в качестве помощи Армении.

### Россия
2 февраля 2020 года Россия безвозмездно передала Армении 200 тест-систем для определения коронавируса.
21 марта 2020 года Роспотребнадзор передал Армении 1000 тестов для диагностики коронавируса.
21 мая 2020 года стало известно, что Россия передала Армении 20 тысяч тест-систем на COVID-19 и 33,5 тысячи реагентов, а также термометры, иные реагенты и др.
12 июня 2020 года министр здравоохранения Арсен Торосян заявил, что из России в Армению прибудет порядка 50 врачей для помощи в борьбе с пандемией.

### Сербия
12 июня 2020 года стало известно, что Сербия предоставит Армении гуманитарную помощь в поддержку борьбы с эпидемией коронавируса на сумму 1 миллион долларов. В Армению специальным рейсом прибудут два самолета с большим количеством предметов медицинского назначения и оборудования. В частности, в Армению будет доставлено 10 аппаратов ИВЛ, 10 мониторов для контроля за состоянием пациента, 500 тыс. хирургических масок и 100 тыс. респираторов, 25 тыс. защитных очков, 25 тыс. единиц медицинских защитных костюмов и других необходимых предметов.

### США
21 мая 2020 года в рамках содействия в борьбе с пандемией США предоставило Армении дополнительно 1,1 млн. долларов. Общая сумма поддержки США Армении в борьбе с коронавирусом составило порядка 5,4 млн долларов.
20 июня 2020 года стало известно, что Соединенные Штаты Америки предоставили Армении 2,7 млн долларов для противодействия коронавирусу.

### Франция
12 июня 2020 года стало известно, что Франция направит медицинскую команду в Армению для борьбы с COVID-19. По словам министра здравоохранения Арсена Торосяна, 10 врачей прибудут в Армению из Франции специальным рейсом для оказания помощи в борьбе с новой коронавирусной инфекцией.

### Швейцария
21 мая 2020 года стало известно, что Швейцария в качестве помощи передала Армении 40 тысяч швейцарских франков.

### Эстония
10 июня 2020 года стало известно, что Эстония предоставила 30 000 евро благотворительному фонду «Дети Армении» (COAF), который будет направлен на борьбу с эпидемией и приобретение соответствующих медикаментов.

### Япония
30 июня 2020 года посол Японии в Армении Джун Ямада и министр финансов Атом Джанджугазян подписали обмен заявками для грантовой «Программы экономического и социального содействия», в рамках которой правительство Японии предоставит Армении 4 млн японских иен (порядка $3,7 млн.) на покупку японского медицинского оборудования в целях борьбы с COVID-19.

### Армянская диаспора
6 апреля 2020 года стало известно, что аргентино-армянский бизнесмен, национальный герой Армении Эдуардо Эрнекян предоставит правительству Армении помощь в размере 250 тыс. долларов США для борьбы с распространением нового коронавируса (COVID-19).
7 июня 2020 года стало известно, что по инициативе проживающих в Грузии армян закуплены и направлены в Армению 10 аппаратов ИВЛ в качестве помощи для борьбы с коронавирусом.
11 июня 2020 года стало известно, Фонд армянской помощи (FAR) всего за одну неделю собрал более 10 тыс. долларов на еду и предметы первой необходимости для людей в приграничной области Тавуш.
15 июня 2020 года по инициативе проживающих в США армян создалась кампания по сбору средств для помощи Армении под именем COVAID Armenia.
В качестве помощи для борьбы с пандемией в Армению начали приезжать проживающие и работающие за рубежом врачи армянского происхождения.

### Другие виды помощи
17 марта 2020 года правительство Армении открыло счёт для граждан и организаций, желающих сделать пожертвования армянскому правительству для его борьбы с новой коронавирусной инфекцией. За два дня после открытия банковского счета правительству Армении было пожертвовано более 100,000,000 драм.
21 мая 2020 года Международное агентство по атомной энергии (МАГАТЭ) предоставило Армении оборудования для тестирования COVID-19.
В ответ на чрезвычайную ситуацию, вызванную пандемией COVID-19, и на необходимость оказания неотложной поддержки заключенным и тюремному персоналу, в рамках своих программ сотрудничества Совет Европы передал защитные материалы пяти государствам-членам, в том числе и Армении. Армении было пожертвовано 50 медицинских форм, 8000 одноразовых перчаток, 100 защитных очков, 260 респираторных масок, 5000 одноразовых масок, 2 генератора кислорода, 5 портативных пульсоксиметров, 5 инфракрасных термометров и 10 бактерицидных ламп.
10 июня 2020 года стало известно, что офис ООН в Армении привлек 1 000 000 долларов для преодоления непосредственных и краткосрочных социально-экономических последствий COVID-19 в стране.
15 июня 2020 года австрийское агентство развития оказало поддержку медицинским учреждениям и 180 уязвимым семьям Ширакской области. Был предоставлен грант в размере 10 000 евро для предотвращения распространения COVID-19, а также обеспечения продовольствием и предметами первой необходимости нуждающимся семьям.
Помощь Министерству здравоохранения Армении и НКР в борьбе с новой пандемией коронавируса COVID-19 оказывает также Всеармянский фонд «Айастан».
18 августа 2020 года Азиатский банк развития (ADB) утвердил грант в размере $2 000 000 для содействия Армении в борьбе с пандемией COVID-19.

## Помощь другим странам
Мэрия города Гюмри направила в город-побратим Сиань гуманитарную помощь на общую сумму в 1 480 000 драмов.
В борьбе с пандемией Армения всячески оказывает всевозможную помощь Республике Арцах.